# Євангеліє

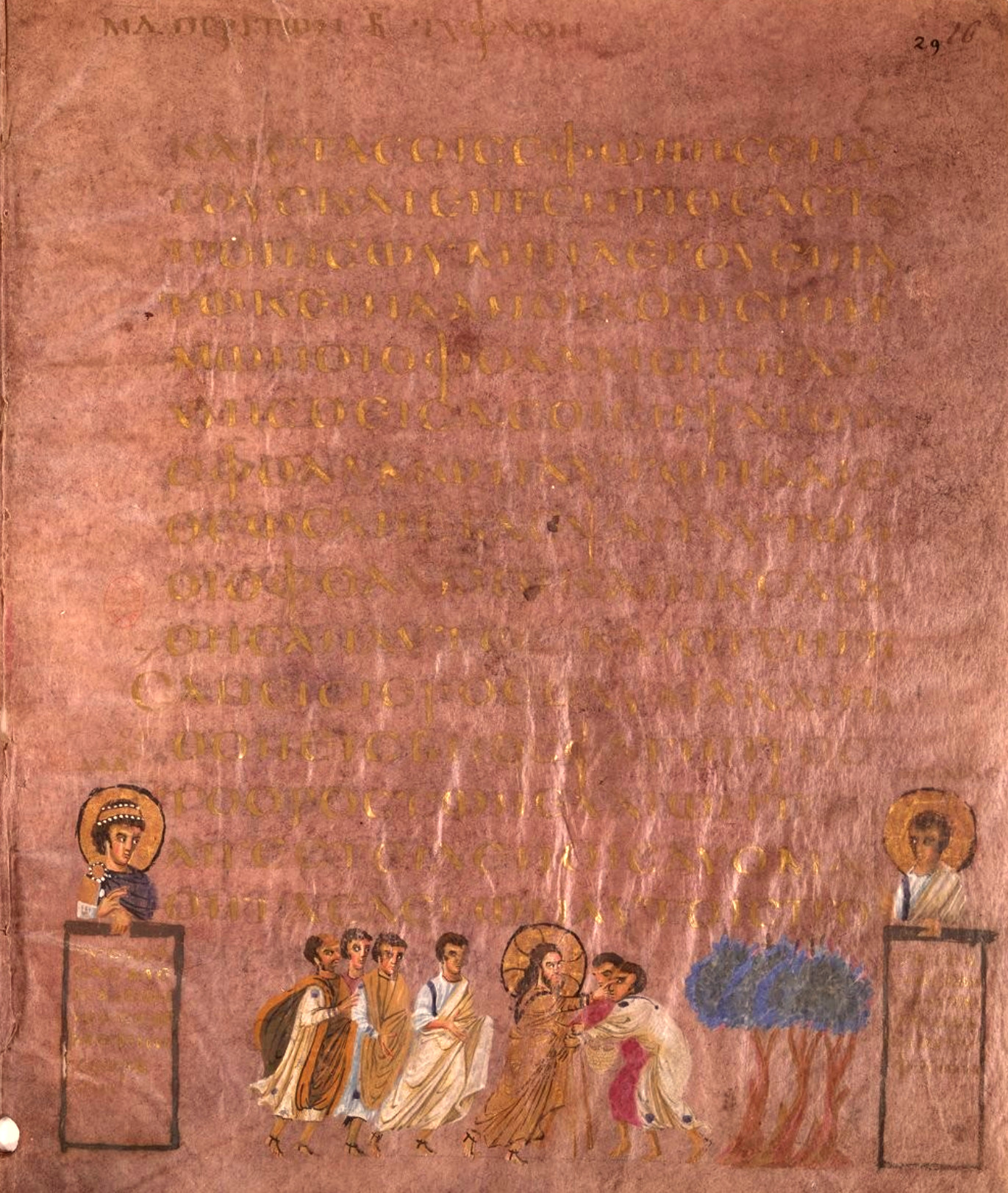
Давньогрецьке Синопське Євангеліє, V століття

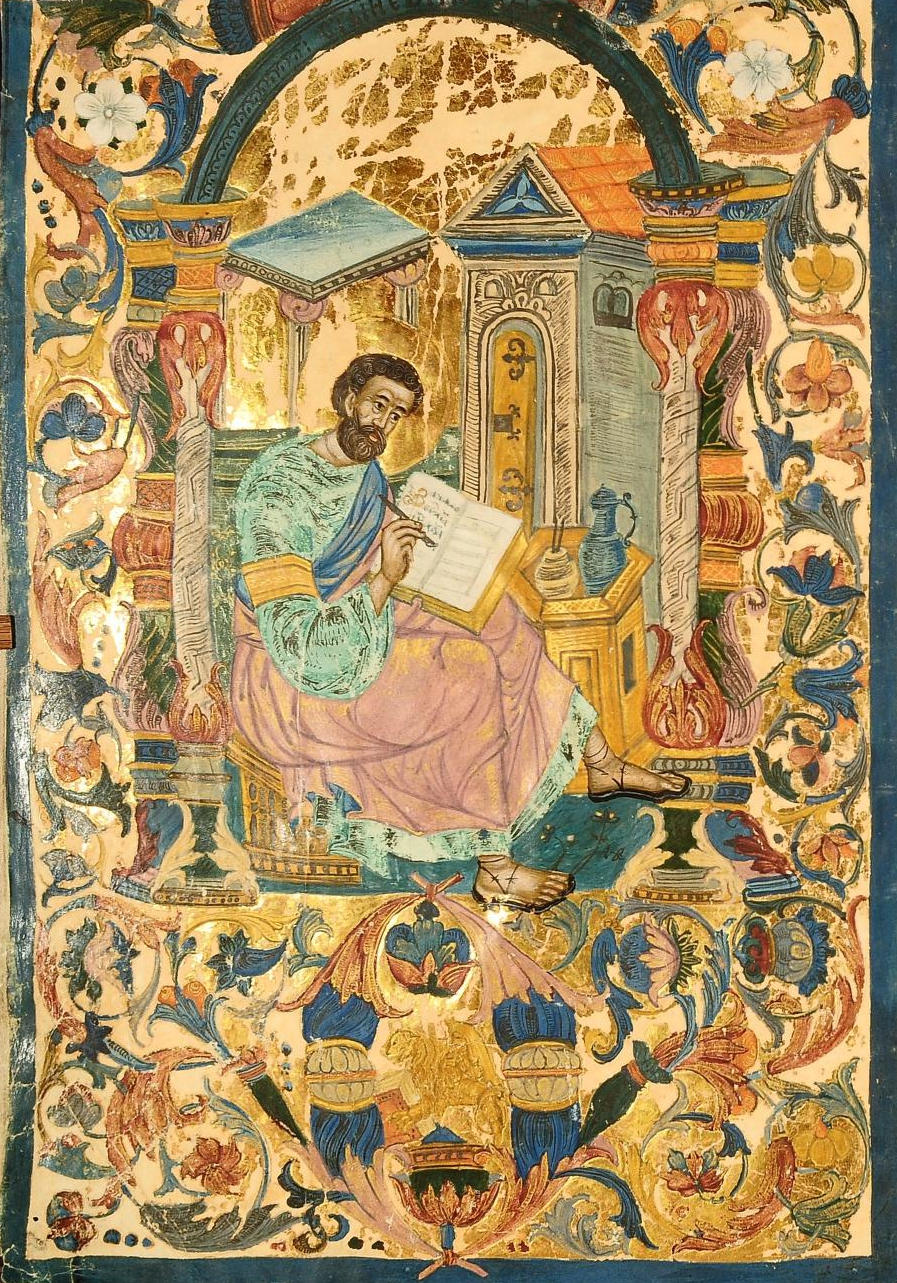
Ілюстрована сторінка з Холмського Євангелія XIII століття

Єва́нгеліє (середн. р.), або Єва́нгелія (жін. р.), (від грец. εύαγγέλιον — гарна звістка, добра новина) —
1) ранньохристиянські твори, що оповідають про земне життя засновника християнства Ісуса Христа.
2) У своєму первинному значенні «Євангеліє» означає «добру новину» для усього людства, пов'язану зі спасінням через розп'яття та воскресіння Ісуса Христа, котрий відкупив людей від рабства гріха та вічної смерті. Спочатку вважалося, що існує лише одне справжнє «Євангеліє» про життя Ісуса, котре лише доповідалось різними авторами. Багато критиків вважають, що Сам Ісус не давав вказівок щодо письмового фіксування свого життя та діянь, але якщо взяти до уваги Євангеліє від Матвія, де говориться: «І ось тому посилаю до вас Я пророків, і книжників, і мудрих; …» (Мт 23:34) стає очевидним, що Він уповноважив апостолів йти та проповідувати про «радісну звістку» щодо спасіння своїм співгромадянам з Ізраїлю та всім іншим народам.

## Євангеліє у християнстві

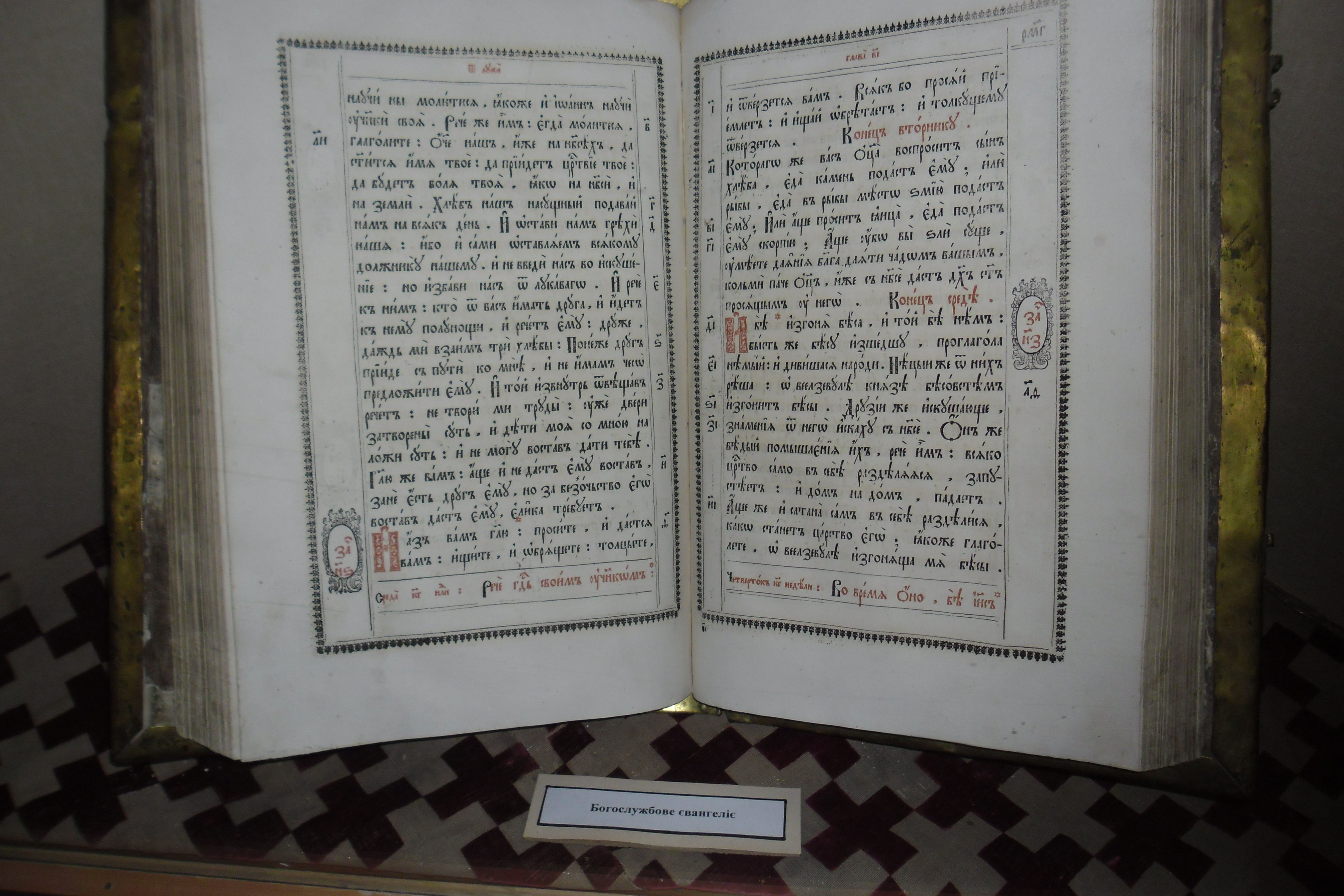
Богослужбове Євангеліє. Краєзнавчий музей м. Диканька.

Євангеліє у християнстві — головна частина Нового Заповіту, який, своєю чергою, є частиною Біблії. Євангеліє містить розповіді про Ісуса Христа, його життя, вчення, смерть і воскресіння.

### Канонічні Євангелія
Християнською церквою канонізовано (оголошено священними і включено до Нового Заповіту) чотири Євангелія:
- Євангеліє від Матвія
- Євангеліє від Марка
- Євангеліє від Луки
- Євангеліє від Івана

На думку багатьох спеціалістів, канонічні Євангелія, котрі було визнано дуже рано, відрізняються від апокрифів по-перше, своєю простотою та правдивістю, по-друге, мають найдавніше походження, по-третє, містять догматичну й моральну чистоту віровчення, по-четверте, підкріплені авторитетом апостолів або їхніх безпосередніх учнів.
Євангелія від Матвія, Марка та Луки мають багато паралельних місць та з XVIII століття називаються синоптичними від грецького слова «синопсис» (огляд), коли їх було видано паралельними стовпцями. Євангеліє від Івана відрізняється від інших за композицією та змістом, бо вона була створена пізніше для доповнення вже існуючих розповідей. Апостол Іван у своєму теологічному творі представляє Ісуса Христа вічним Словом та унікальним Спасителем людства.

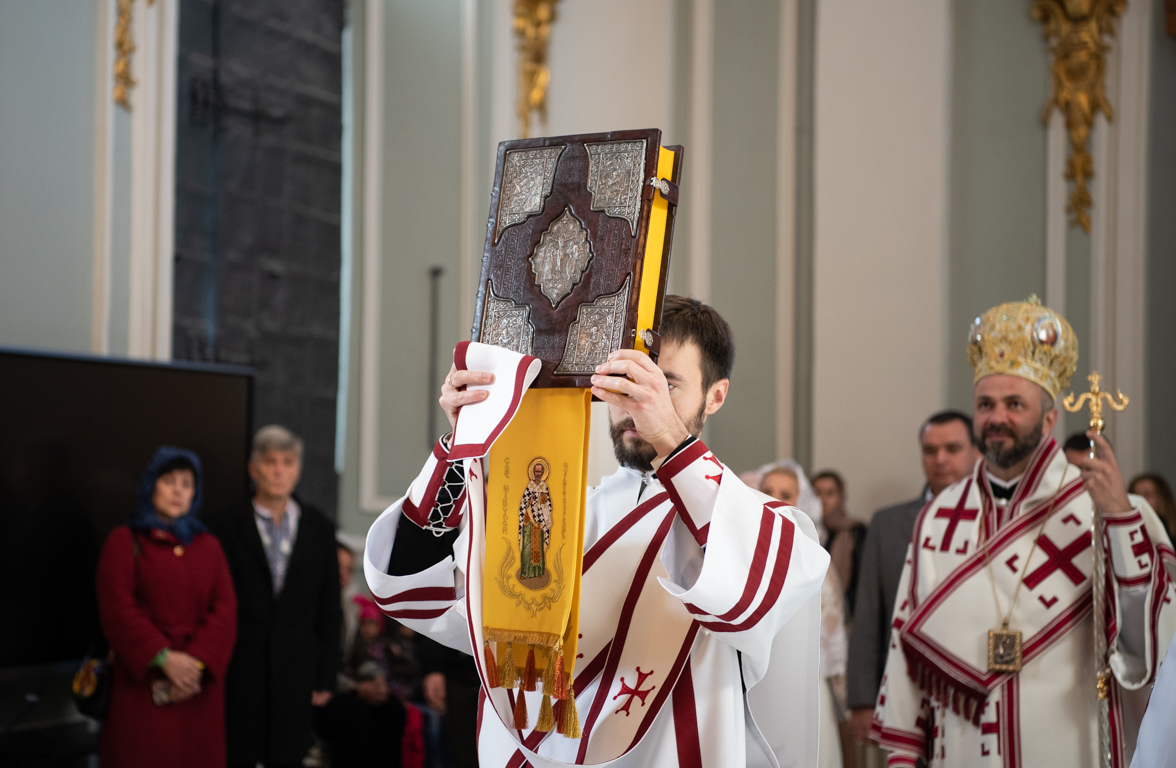
Вхід з Євангелієм. Диякон ПЦУ в Андріївській церкві вносить Євангеліє

### Апокрифи
Крім канонічних, існують також 57 апокрифічних Євангелій, які писались значно пізніше смерті Ісуса, щодо яких християнська церква не має впевненості в їх істинності. Сучасна наука вважає, що перші Євангелія були записані в ІІ ст., після цього їх багато разів переробляли і редагували різні проповідники християнства. Саме тому в Євангеліях багато розходжень і суперечностей. Євангелія є описом подій і діянь Христа. Велике місце в Євангелії приділено проповіді покори і терпіння.
Апокрифічні Євангелія:
- Протоєвангеліє Якова (або розповідь Якова про народження Марії) дуже поширена у давньо-християнському середовищі, а також суттєво вплинула на богослужіння, церковне мистецтво й літературу середньовіччя.
- Євангеліє Юди
- Євангеліє від Фоми
- Євангеліє від Никодима
- Пастир Герми — шанований твір та одна з найпопулярніших книг у ранній християнські церкві
- Дідахе, або Вчення дванадцяти апостолів

Гностичні Євангелія:
- Євангеліє правди

## Відомі Євангелія
- Остромирове Євангеліє
- Пересопницьке Євангеліє
- Луцьке Євангеліє
- Мазепинське Євангеліє — надруковане на кошти Івана Мазепи в м. Алепо (Сирія) у 1708 р. зі зверненням Атанасія III на честь гетьмана Івана Мазепи[5]